# سکانه (خمین)
سکانه (خمین)، روستایی از توابع بخش مرکزی شهرستان خمین در استان مرکزی ایران است. این روستا در ۲۰ کیلومتری جنوب غربی شهرستان خمین قرار گرفته است. لهجه مردم روستا لری با گویشی نزدیک به گویش بروجردی (لری ثلاثی) است. این روستا، تا چند سال پیش یکی از روستاهای شهرستان الیگودرز بوده است که اکنون بخشی از شهرستان خمین گردیده است.

## جمعیت
این روستا در دهستان رستاق قرار دارد و براساس سرشماری مرکز آمار ایران در سال ۱۳۸۵، جمعیت آن ۲۲۶ نفر (۶۳خانوار) بوده‌است.